# 大黑将志
大黑将志（1980年5月4日—），已退役日本足球运动员，司职前锋，前日本国家足球队成员。

## 俱樂部生涯
1980年5月4日，大黑将志出生于大阪府丰中市。大黑将志小时候就入选丰中市巿立上野小学校队，升上大阪府立少路高中更成学校的新星。
1999年，大黑将志从大阪飞腳青年队升入一线队。在大阪飞腳表现出色获得日职联赛冠军。
2006年1月11日，法乙联赛球队格勒诺布尔足球俱乐部宣布正式引进日本国脚大黑将志，双方签订了一份为期两年半的合同。大黑将志获得了9号球衣。
在2006年世界杯后大黑将志与意甲球队都灵足球俱乐部签订了一份两年的合同，但在都灵效力的这两个赛季里，他两个赛季仅为都灵出场11次（联赛10次，意大利杯1次）且未进一球，因此2008年夏天他又回到了日本，加盟东京日视。
横滨水手官方宣佈，大黑将志正式租借加盟杭州绿城。杭州绿城已在土耳其进行集训。在2月5日，大黑将志就会和杭州绿城会合并签下正式合同。而在土耳其的集训结束后，大黑将志会返回日本处理相关事宜，随后将会再次前往中国。
2013年8月7日，在中国足协杯1/4决赛广州恒大主场对阵杭州绿城的比赛第62分钟，陈中流右路挑传，大黑将志快速插上在小禁区前追上足球打进一球，帮助绿城以2-1再度超出。
日乙联赛球队京都不死鸟通过其官方网站宣布，上赛季效力于杭州绿城的日本外援大黑将志通过租借方式加盟。
11月23日，2014赛季日乙联赛最后一轮比赛展开争夺，前杭州绿城外援大黑将志所效力京都不死鸟主场0-0战平FC岐阜。虽然大黑将志未能在本场比赛取得进球，但他本赛季最终以26粒进球获得联赛金靴，进球数几乎相当于上赛季在绿城的9倍。
日乙联赛球队京都不死鸟官方宣布，日本锋线老将大黑将志租借加盟了山形山神。
大黑将志下赛季租借加盟栃木SC。这是职业生涯效力的第12家俱乐部。
日乙联赛第27轮，栃木SC主场4:1大胜FC岐阜，主队前锋大黑将志梅开二度，赛季进球数达到8个。
京都不死鸟前锋大黑将志正式加盟升班马栃木SC。

## 國家隊生涯
在2005年2月9日，日本对阵北韩的2006年德国世界杯外围赛中，大黑将志替补出场，并在伤停补时阶段攻入致胜一球，这是他为日本队攻入的第一个入球，帮助日本队以2：1击败北韩。6月20日，在2005年联合会杯B组比赛中，日本1-0力克欧洲冠军希腊，替补出场的大黑将志攻入致胜一球。
2005年大黑将志为日本队打入5球，表现出色，因此被济科召入日本国家队征战2006年德国世界杯。

## 外部連結
- 公式ブログ
- 大黑将志 – FIFA國際賽競賽紀錄 (存檔)（英文）
- 日本職業足球聯賽中的大黑将志 （日語）
- Soccerway資料庫：大黑将志 （英文）
- 足球数据库：大黑将志的球员统计数据（英文）
- oguro – 法國職業足球聯賽数据 – 支持法语（已存档）
- Template:Medio Tiempo
- プロフィール (2006年) （页面存档备份，存于） - 日本サッカー協会
- プロフィール （页面存档备份，存于） - Jリーグ
- プロフィール (2005年)，存于 - ガンバ大阪
- プロフィール (2006年)，存于 - グルノーブル・フット38（法文）
- プロフィール (2007年)，存于 - トリノFC（意大利文）
- プロフィール (2009年)，存于 - 東京ヴェルディ
- プロフィール (2010年)，存于 - FC東京
- プロフィール (2012年)，存于 - 横浜F・マリノス
- プロフィール (2016年)，存于 - モンテディオ山形
- プロフィール - 京都サンガF.C.